# G'Kar
G’Kar es un personaje de ficción de la saga de ciencia ficción Babylon 5, interpretado por el actor greco-estadounidense Andreas Katsulas, es el principal personaje de la raza narn de la serie; embajador, político y líder espiritual.

## Personalidad
G’Kar originalmente era el principal villano de la serie, así que en principio era violento, mentiroso, corrupto, conspirador y traicionero. Pero, con el paso del tiempo, sufrió un giro radical y se convirtió en un personaje espiritual, leal y honorable. G’Kar es un ferviente luchador por la libertad de su pueblo, un idealista, un devoto seguidor del filósofo religioso G’Quan, un hábil político, un mártir dispuesto a cualquier sacrificio por su pueblo, y un excelente poeta y escritor –encargado de la redacción de los tratados de la Alianza Interestelar.

## Biografía
G’Kar era un niño durante la primera ocupación centauri de su mundo, el Planeta Narn. Durante dicha ocupación su familia era esclava de una casa centauri. Cuando su padre accidentalmente derramó salsa caliente sobre la señora de la casa, fue condenado a muerte por lo que fue torturado y atado sobre el árbol mayor del jardín donde murió tres días después. Antes de morir le pidió a su hijo G’Kar que “honrará su memoria”.
Tras esto, G’Kar mató a su primer centauri esa noche, huyó y se unió a la Resistencia que buscaba liberar Narn del dominio extranjero. Dicho movimiento revolucionario tuvo éxito eventualmente y los centauri dejaron Narn. Los propios narn comenzaron un proceso de expansionismo conquistando mundos vecinos de los cuales, el propio G’Kar participó. 
G’Kar se convirtió en miembro del Kha’Ri, el cuerpo de gobierno narn, siendo parte del “tercer círculo”, el administrativo, y siendo nombrado embajador ante Babilonia 5. Su misión original consistía en provocar desorden y desconfianza y hacer fallar cualquier esfuerzo por unificar a los distintos planetas de la Galaxia –algo que los narn veían como amenazante-. También tenía la misión de lograr que los narn tuvieran habilidades telepáticas aunque eso implicara sostener relaciones sexuales con Lyta Alexander. No obstante, G’Kar gradualmente sufriría un severo cambio. 
En el 2259 cuando se declaró la Guerra Centauri-Narn a raíz de un ataque perpetrado por las Sombras (aliadas secretas de los centauri) a una colonia narn que fue inculpado a los centauri, G’Kar fue quien dio la noticia al Consejo. Los narn perderían la guerra y los centauri invadirían de nuevo su mundo. Londo Mollari, el embajador centauri y entonces enemigo acérrimo de G’Kar, solicitó al Consejo que entregaran a G’Kar pero la Federación Minbari le dio asilo político mientras estuviera en Babilonia 5. 
Tras consumir una droga para volverse telépata entra a un estado de psicosis y ataca violentamente a Londo, hasta casi matarlo. Pero, durante el proceso, también tiene una iluminación espiritual –producida por el vorlon Kosh- donde se transforma en un ser mucho más espiritual. Así, el personaje que originalmente era un villano de la serie se transforma en uno de los personajes más sensibles. 
No obstante ser buscado por el gobierno centauri por ser el último miembro del Kha'Ri libre, G’Kar viaja a su mundo para rescatar a su único amigo humano, Michael Garibaldi, y es tomado prisionero por los centauri y brutalmente torturado. Mientras, Mollari trama para asesinar al emperador Cartagia, aliado a de las Sombras, para lo cual enrola a G’Kar. En una conspiración urdida entre ambos, G’Kar es llevado ante el emperador previo a su ejecución por vivisección; G’Kar se libera de sus cadenas causando el caos suficiente para que Cartagia sea asesinado secretamente por Vir Cotto. 
Tras esto, G’Kar y Mollari se hacen amigos e incluso G’Kar servirá como guardaespaldas de Londo Mollari cuando éste regresa a Centauri Prime. Allí descubre que su antigua asistente Na’Thoth está viva aún y logra liberarla. G’Kar se convierte en un líder religioso para muchos narn, y su libro de memorias “El libro de G’Kar” se convierte en un texto religioso. Algo que él mismo no aprueba (G’Kar es devoto seguidor del filósofo narn G’Quan). La efervescencia religiosa causada por él genera disturbios en B5 por lo que G’Kar abandona la estación para siempre al lado de Lyta Alexander. 
G’Kar muere en el 2278 mientras ahorcaba a su amigo Londo Mollari –quien voluntariamente se sometía para así ser liberado del Guardián Drakh- pero este simbiótico despertó obligando a Londo a defenderse y ahorcar a G’Kar también. El emperador Vir Cotto que sucedió a Londo construyó dos enormes estatuas de Londo y G’Kar para que custodiaran la ciudad como homenaje. 
Durante el último capítulo cuando los personajes sobrevivientes recordaron a los caídos, fue Garibaldi quien brindó por G’Kar.

## Trivia
Uno de los chistes recurrentes de la serie, al menos en las primeras temporadas, era la atracción que sentía G'Kar por las mujeres, lo que se manifestaba en su interés por embarazar tradicionalmente a Lyta Alexander y las frecuentes visitas que recibía en su cabina de prostitutas humanas. 
- Datos: Q3306847